# Philip Arthur Fisher
Philip Arthur Fisher (8/9/1907 – 11/03/2004) là nhà đầu tư chứng khoán Mỹ nổi tiếng với tác phẩm "Cổ phiếu thường Lợi nhuận phi thường", là chỉ dẫn đầu tư mà vẫn được phát hành kể từ khi được phát hành lần đầu vào năm 1958.

## Tiểu sử
Sự nghiệp của Philip Fisher bắt đầu năm 1928 khi ông rời bỏ Trường kinh doanh Standford khi nó mới thành lập để làm nhà phân tích chứng khoán với Ngân hàng Anglo-London ở San Francisco. Ông chuyển sang một công ty giao dịch chứng khoán một thời gian ngắn trước khi bắt đầu khởi nghiệp bằng đồng tiền của mình khi thành lập công ty Fisher & Company năm 1931. Ông quản lý các công việc của công ty cho đến khi nghỉ hưu năm 1999 ở tuổi 91 và người ta nói rằng ông đã tạo ra những lợi nhuận đầu tư phi thường cho những khách hàng của mình.
Mặc dù ông bắt đầu vào những năm 50 trước khi Thung lũng Silicon được biết tới, ông chuyên vào những công ty sáng tạo có công tác nghiên cứu phát triển mạnh. Ông thực hiện đầu tư dài hạn, mua những công ty lớn với giá hời. Ông cũng là người rất riêng tư, ít chịu phỏng vấn và rất kén chọn khách hàng của mình. Ông không nổi tiếng đối với công chúng cho đến khi xuất bản cuốn sách "Cổ phiếu thường Lợi nhuận phi thường" năm 1958.
Philip Fisher đạt được thành tích xuất sắc trong 70 năm đầu tư của mình. Ông đầu tư vào công ty được quản lý tốt, tăng trưởng, chất lượng cao và giữ dài hạn. Ví dụ, ông đã mua cổ phiếu của Motorola vào năm 1955 và tiếp tục giữ nó cho đến khi ông qua đời vào năm 2004.
Châm ngôn nổi tiếng của ông "15 điều cần tìm kiếm trong cổ phiếu thường" đã được phân chia thành hai loại: chất lượng quản lý và các đặc điểm của doanh nghiệp. Phẩm chất quản lý quan trọng của công ty cần có là: quản lý toàn diện, kế toán thận trọng, triển vọng dài hạn tốt, cởi mở để thay đổi, kiểm soát tài chính xuất sắc, và các chính sách nhân sự tốt.
Đặc điểm kinh doanh quan trọng sẽ bao gồm: định hướng tăng trưởng, lợi nhuận cao, lợi nhuận trên vốn cao, bộ phận nghiên cứu và phát triển tốt, hệ thống phân phối bán hàng tốt, công tỷ đầu ngành và sở hữu các sản phẩm hay dịch vụ độc quyền.
Philip Fisher thường nghiên cứu sâu và rộng về một công ty trước khi đầu tư. Một công cụ có vẻ đơn giản đó là  "lời đồn đại" hay "business grapevine" là một trong những công cụ giúp ông lựa chọn cổ phiếu.
Ông đã phân tích điều này rất kĩ trong quyển "Cổ phiếu thường Lợi nhuận phi thường". Theo ông, những công cụ này rất tuyệt vời và ông thường sử dụng tất cả các mối quan hệ để có thể tập hợp, thu thập thông tin về một công ty. Đây là một phương pháp vô cùng quý giá.

#### Ấn phẩm
·        "Cổ phiếu thường lợi nhuận phi thường" Tác giả Phillip A. Fisher (1958)
·        "Nhà đầu tư kiên định ngủ ngonl" Tác giả Phillip A. Fisher (1975)
·        "Phát triển một triết lý đầu tư" Tác giả Philip A. Fisher (1980)

##### Những câu nói nổi tiếng
"Tôi chẳng muốn rất nhiều vụ đầu tư tốt, tôi muốn vài vụ đầu tư xuất sắc."
"Tôi nhớ cảm giác sốc của tôi khoảng cách đây 6 năm khi tôi đọc một lời khuyến nghị bán ra cổ phần của một công ty... Lời khuyên đó không dựa trên bất cứ yếu tố cơ bản dài hạn nào. Hơn nữa, chỉ hơn 6 tháng sau các quỹ có thể tìm kiếm thêm lợi nhuận."
"Tôi tìm ra Phil Fisher sau khi đọc cuốn "Cổ phiếu thường lợi nhuận phi thường" của ông. Khi tôi gặp ông ấy, tôi bị ấn tượng bởi con người và ý tưởng của ông. Một sự hiểu biết tổng thể về một vụ kinh doanh, bằng việc sử dụng những kỹ thuật của Phil, cho phép một người có thể tạo ra những vụ đầu tư thông minh." (Warren Buffett)